# ياك بانكسيب
ياك بانكسيب (5 يونيو 1943 - 18 أبريل 2017) (بالإنجليزية: Jaak Panksepp)‏ عالم أعصاب إستوني صاغ مصطلح «علم الأعصاب الوجداني»، وهو اسم الحقل الذي يدرس الآليات العصبية للعاطفة. شغل منصب الرئيس بيلي (the Baily Endowed) لعلم رفاهية الحيوان في قسم التشريح البيطري وعلم الأدوية وعلم وظائف الأعضاء في كلية الطب البيطري بجامعة ولاية واشنطن، وأستاذ فخري في قسم علم النفس بجامعة بولينغ غرين ستيت. كان معروفا في الصحافة الشعبية لأبحاثة حول الضحك عند الحيوانات.